# 프랑시스 코클랭
프랑시스 코클랭(프랑스어: Francis Coquelin, 1991년 5월 13일 ~ )은 프랑스의 축구 선수이다. 현재 프랑스 리그 1의 낭트에서 뛰고 있다.